# Лапкин, Игнатий Тихонович
Игна́тий Ти́хонович Ла́пкин (род. 10 июня 1939, Карповский, Тюменцевский район, Алтайский край, СССР) — русский православный деятель, миссионер сектантского толка, неформально принадлежащей к РПЦЗ и РПСЦ.
Известен в первую очередь за свою деятельность, связанной с самозахватом заброшенного села «Потеряевка», а также организацией детского лагеря, известного нарушениями законодательства РФ, эксплуатацией детского труда и жестокими телесными наказаниями, который был закрыт в 2016 году в связи с расследованием Роспотребнадзора .

## Биография
Родился 10 июня 1939 года в посёлке Карповском Тюменцевского района Алтайского края, в многодетной семье старообрядцев-беспоповцев (кержаки).
В октябре 1959 года был призван в военно-морской флот СССР. В 1961 году, Игнатий Лапкин как имеющий средне-профессиональное образование был переведён в недавно образованные ракетные войска СССР. Сознательно уверовал после просмотра французского фильма «Отверженные».
В 1966 году в Новосибирске женился на Шадриной Надежде Васильевне и был членом старообрядческого прихода РПСЦ[значимость факта?].
После переезда в Барнаул присоединился к РПЦ МП.
9 января 1986 года, был арестован сотрудниками КГБ. На этот раз ему вменялось помимо статьи 190-1 УК РСФСР «распространение клеветнических измышлений, порочащих советский общественный и государственный строй» и статья 162 «незаконный промысел», которая впоследствии была снята за отсутствием состава преступления. В обвинение Лапкину И. Т., было поставлено изготовление и распространение следующих материалов: «Архипелаг ГУЛАГ» Александра Солженицына, «Существует ли загробная жизнь?», «Совокупность совершенства», «Кто же Этот?» Павла Рогозина, «Послания патриарха Тихона В. И. Ленину», «Протоколы сионских мудрецов», «Трагедия Русской Церкви» Льва Регельсона, «XX век Христианства», «Отец Арсений», проповеди священника и церковного писателя Дмитрия Дудко, проповеди Ярла Пейсти и другие материалы. 10 июля 1986 года решением Алтайского суда был приговорен к лишению свободы сроком на 2 года 6 месяцев, с отбыванием наказания в исправительно-трудовой колонии общего режима города Жанатас Казахской ССР.
Весной 1991 года Игнатий Лапкин вместе с братом священником Иоакимом Тихоновичем Лапкиным приехал восстанавливать деревню Потеряевку. Началом стали две палатки и участок земли деревни. Жизнь в деревне организована согласно собственному уставу и православным канонам.
В 1991 году указом Архиерейского Синода РПЦЗ от 14 января 1991 года № 7/90/12 Крестовоздвиженская община включена в состав РПЦЗ. После подписания Акта о каноническом общении и восстановлении единства внутри Русской Поместной Православной Церкви, пользуясь нормами Приложения к Акту о каноническом общении, приход сохранил свою юрисдикционную связь с РПЦЗ, не входя напрямую в подчинение Барнаульской епархии. Несмотря на то, что время, определяющее переходный период для российских общин РПЦЗ до 17 мая 2012 года, истекло, приходы в городе Барнауле и селе Потеряевка фактически поминают за богослужением Святейшего Патриарха Кирилла и Предстоятеля РПЦЗ митрополита Илариона (Капрала), имея при этом полное общение с Алтайской митрополией. Крестовоздвиженский приход города Барнаула и община посёлка Потеряевка являются уникальными и своеобразными приходскими общинами. Члены общин придерживаются многих традиций, свойственных старообрядцам: мужчины не бреют бород, остригают волосы, носят рубахи на выпуск с поясом; женщины не носят облегающих и тесных одежд, носят платки. В общинах строго поддерживается древнерусский нравственный и бытовой уклад, многие семьи многодетны.
С 2010 по 2015 год совершил две миссионерские поездки по Европе и восемь по России. Игнатий Лапкин и его соратники преодолели путь от Владивостока до Лиссабона.

## Детский лагерь
На протяжении девятнадцати лет, в летнее время года действовал детский лагерь имени Климента Анкирского. В июле 2016 года Лапкин сам закрыл его, на фоне проверок со стороны контролирующих органов, пообещав когда-нибудь возродить вновь, а детей временно разместили в домах жителей села.
Детский лагерь Лапкина стал известен из-за своего жесткого обращения с детьми и использованием детского труда: в лагерь неоднократно заявлялись с проверками в связи с возможными фактами телесных наказаний детей.
3 августа Игнатий Лапкин сообщил, что из лагеря уехал последний ребёнок.

## Оценки
В 2014 году в интервью на радиостанции «Эхо Москвы» в программе «Церковь и общество: точки пересечения» Андрей Кураев на вопрос о героях в истории церкви, привёл в пример Игнатия Лапкина: 
Ну вот, я у себя в блоге на днях одного из таких героев показал: Игнатий Лапкин из Барнаула, совершенно удивительный человек, вообще, с удивительной свободой, с которым я во многом не согласен, но я завидую его такой удивительной целостности. И многие люди тоже поначалу возмущённые комментарии первые десятки шли, а потом, час послушать его беседу…"
Кандидат богословия Юрий Соболев, в своей религиоведческой статье оценивает деятельность Лапкина и возглавляемоей им общины:
Община, руководимая известным российским миссионером и проповедником Игнатием Лапкиным, отличается благовестнической направленностью, широкой миссионерской деятельностью и аскетизмом. Имеется свой устав и храм. Деятельность общины имеет заметное влияние на православный мейнстрим русскоязычного мира посредством печатных публикаций и действующих Интернет-ресурсов (сайт, форум и канал «Во свете Библии»). При этом никаких догматических разногласий и конфликтов между Крестовоздвиженской общиной и Алтайской метрополией нет.
Кандидат исторических наук Сергей Исаев, в своей религиоведческой статье «Была ли в России Реформация?» положительно оценивает деятельность «барнаульского проповедника» Лапкина в качестве примера возможности Реформации sui generis современного русского Православия.